# Aradus ornatus
Aradus ornatus är en insektsart som beskrevs av Thomas Say 1832. Aradus ornatus ingår i släktet Aradus och familjen barkskinnbaggar. Inga underarter finns listade i Catalogue of Life.